# جويل كولمان
جويل كولمان (26 سبتمبر 1995 ببولتن في المملكة المتحدة - ) (بالإنجليزية: Joel Coleman)‏ هو لاعب كرة قدم بريطاني في مركز حراسة المرمى. لعب مع أولدهام أثلتيك وشروزبري تاون وهدرسفيلد تاون.

## وصلات خارجية
- جويل كولمان على موقع قاعدة بيانات كرة القدم.إي يو (الإنجليزية)
- جويل كولمان على موقع Soccerbase.com (لاعب) (الإنجليزية)
- جويل كولمان على موقع Soccerway.com (الإنجليزية)
- جويل كولمان على موقع عالم كرة القدم.نت (الإنجليزية)